# Port-Sainte-Foy-et-Ponchapt
 Port-Sainte-Foy-et-Ponchapt  (en occitano Lo Pòrt de Senta Fe e Ponchac) es una población y comuna francesa, situada en la región de Aquitania, departamento de Dordoña, en el distrito de Bergerac y cantón de Vélines.

## Demografía
| 1594 | 1798 | 1872 | 2093 | 2222 | 2345 |
| Para los censos de 1962 a 1999 la población legal corresponde a la población sin duplicidades (Fuente: INSEE [Consultar]) |      |      |      |      |      |